# Bar (huyện)
Huyện Bar (tiếng Ukraina: Барський район, chuyển tự: Bars'kyi raion) là một huyện của tỉnh Vinnytsia thuộc Ukraina. Huyện Bar có diện tích 1102 km², dân số theo điều tra dân số ngày 5 tháng 12 năm 2001 là 62464 người với mật độ 57 người/km2. Trung tâm huyện nằm ở Bar.